# A Friend to Die For
A Friend to Die For (ook bekend als Death of a Cheerleader) is een Amerikaanse televisiefilm uit 1994, geregisseerd door William Graham. De film is gebaseerd op de werkelijk gebeurde moord op de tiener Kirsten Costas op de middelbare school Miramonte High in Orinda (Californië) en het artikel getitelt Death of a Cheerleader dat hierover in het tijdschrift Rolling Stone verscheen.

## Verhaal
Bij de aanvang van het nieuwe schooljaar houdt de rector een openingsspeech, waarin hij iedereen uitdaagt 'de beste' te worden. Angela Delvecchio (Kellie Martin), een stil meisje dat altijd op de achtergrond is, luistert naar de speech en zegt tegen haar beste vriendin Jill dat dat haar voornemen wordt: de beste worden.
Stacy Lockwood (Tori Spelling) is Angela's tegenbeeld. Ze is cheerleader en het centrum van een groep populaire meisjes in haar klas. Angela kent haar enigszins via haar vriendin Jamie. Angela bewondert Stacy enorm en probeert vriendschap te sluiten en wordt daarom, net als Stacy, lid van de "Meadowlarks". Dit is een soort elitegroepje binnen de school, te vergelijken met een meisjesdispuut. Verder probeert ze cheerleader te worden (net als Stacy) en in de jaarboekcommissie gekozen te worden.
Het lukt Angela ondanks dit maar niet om echt populair te worden. Ze wordt niet in het cheerleadersteam gekozen en wordt ook afgewezen voor de jaarboekcommissie. Ondanks haar pogingen accepteert Stacy haar nooit echt. Dat Stacy in feite ook tegen andere meisjes en jongens niet aardig is, ziet Angela niet of wil ze niet zien.
Uiteindelijk hebben de pogingen een averechts effect. Stacy vindt Angela's gedrag irritant en vindt dat ze achter haar aanloopt als een hondje. Maar Angela geeft het niet op. Vriendschap met Stacey is de enige kans om populair te worden nu het jaar bijna om is en alle andere kansen verkeken zijn. Ze besluit Stacey mee te nemen naar een feest en zo haar vriendschap te winnen. Ze belt Staceys moeder en vraagt of Angela kan komen voor een etentje met de Meadowlarks, zodat Stacey toestemming krijgt weg te gaan.
In de auto vertelt Angela dat er geen etentje is en dat ze naar een feest gaan. Stacey gaat aanvankelijk aarzelend akkoord, maar wanneer blijkt dat ze daar onuitgenodigd willen verschijnen, wil ze niet meer en eist ze teruggebracht te worden. Angela smeekt haar mee te gaan en haar vriendin te worden en vertelt hoe ze Stacey bewondert. Stacy stapt uit de auto en zegt dat Angela 'zielig' is. Toevallig blijkt dat een van Angela's ouders een mes in de auto heeft achtergelaten. Angela is bang dat Stacy op school alles zal vertellen en haar voor gek zal zetten, en steekt in een opwelling Stacy meerdere malen en laat haar achter om te sterven.
In de weken daarna verdenkt niemand Angela. Sterker nog, alle vingers wijzen op Monica, een buitenbeentje dat voortdurend wegens haar Gothic uiterlijk door haar klasgenoten (en vooral door Stacy) was gepest. Monica verlaat door de voortdurende pesterijen zelfs de school. De autoriteiten blunderen met de leugendetectortest en gaan Angela's alibi niet na.
Angela neemt zelfs de plaats van Stacy in als het populairste meisje van de klas. Ze wordt penningmeesteres van de Meadowlarks en kan iedere jongen krijgen die ze maar wil. Maar intussen wordt ze verteerd door schuldgevoel. Als de politie haar begint te verdenken geeft dit haar het laatste duwtje en ze schrijft haar ouders een brief waarin ze de moord bekent. Ze geeft zichzelf met haar ouders vrijwillig aan.
In de rechtbank legt de Officier van Justitie moord ten laste: Angela zou alles van tevoren hebben gepland om Stacey weg te lokken. In de auto zou Angela geëist hebben dat Stacy haar vriendin zou worden, en haar na haar weigering hebben gedood. Angela's advocaat voert doodslag aan: de daad was in een opwelling geschied.
Angela wordt veroordeeld tot opsluiting tot haar vijfentwintigste verjaardag. Jamie schrijft haar een brief waarin ze vertelt uit de Meadowlarks te zijn gestapt en dat ze zal overstappen naar haar vorige school, waar zij en Angela bevriend waren geweest.

## Rolverdeling
| Acteur         | Personage         | Opmerkingen                                                     |
| -------------- | ----------------- | --------------------------------------------------------------- |
| Kellie Martin  | Angela Delvecchio | Protagonist                                                     |
| Tori Spelling  | Stacy Lockwood    | Antagonist                                                      |
| Marley Shelton | Jamie Hall        | Angela's voormalige beste vriendin en thans bevriend met Stacy. |
| Kathryn Morris | Monica Whitley    | Het door Stacy gepeste goth-meisje.                             |
| Terry O'Quinn  | Ed Saxe           | Schooldirecteur                                                 |
| Valerie Harper |                   | Angela's moeder                                                 |
| Andy Romano    | Joe Delvecchio    | Angela's vader                                                  |
| Christa Miller | Terri Delvecchio  | Angela's oudere zuster                                          |
| James Avery    | Gilwood           | FBI-agent                                                       |

## De moord op Kirsten Costas
De film is gebaseerd op de waargebeurde moord op Kirsten Costas door haar klasgenote Bernadette Protti in 1984. Tienerrivaliteit en de angst impopulair te worden hebben waarschijnlijk inderdaad een grote rol gespeeld. Bernadette was afgewezen als cheerleader en voor het jaarboek, terwijl Kirstin wel cheerleader werd. Bovendien zou Kirstin een nare opmerking hebben gemaakt die Bernadette niet van zich kon afzetten.
Zo zou ze een minderwaardigheidscomplex hebben opgebouwd, en was de uiteindelijke moord een crime passionel. Volgens anderen was dat niet alles en projecteerde ze haar frustraties op Kirsten. De enige manier om van die frustraties af te komen, zou zijn om Kirsten te vermoorden. Volgens hen was er sprake van voorbedachten rade. Hoe het ook zij, Bernadette Protti werd veroordeeld tot negen jaar gevangenisstraf waarvan ze er zeven uitzat. Zowel Bernadette Protti als Kirstens ouders hebben de staat verlaten.
Saillant detail was dat in de film Stacey Lockwood (Tori Spelling) lang en blond is, terwijl Kirsten Costas klein en donker was. Angela Delveccio (Kellie Martin) is daarentegen kleiner en donker, terwijl Bernadette Protti juist lang en blond was.